# Аврорін Євген Миколайович
Євге́н Микола́йович Авро́рін (рос. Аврорин Евгений Николаевич; 11 липня 1932, Ленінград, СРСР — 9 січня 2018, Челябінськ, Росія) — російський радянський вчений, фізик-теоретик. Академік РАН (1992). Герой Соціалістичної Праці (1966).

## Біографія
У 1954 році закінчив фізичний факультет Московського державного університету імені М. В. Ломоносова. Після закінчення університету працював в КБ-11 (нині РФЯЦ-ВНІІЕФ), де брав участь у розробці першого радянського двокаскадного термоядерного заряду.
У 1955 р. Є. М. Аврорін був переведений до новоствореного другого радянського збройного ядерного центру — НДІ-1011. Тут повною мірою проявився його талант дослідника і організатора.
У 1957 р. під науковим керівництвом Є. М. Аврорріна був проведений перший вітчизняний фізичний експеримент, що дозволив отримати важливу інформацію про властивості процесів в екстремальних умовах. Ці результати лягли в основу його кандидатської дисертації. Багато напрямів, початі в цьому експерименті, з успіхом були розвинені співробітниками інституту з його участю в наступні роки.
З 1964 р. Є. М. Аврорін працював начальником теоретичного відділу, з 1974 р. — начальником теоретичного відділення, а в 1985 р. був призначений науковим керівником ВНДІТФ. З грудня 1996 по грудень 1998 суміщав посади наукового керівника та директора РФЯЦ-ВНДІТФ.

## Нагороди
За досягнуті результати в області створення термоядерного щита в 1961—1962 рр.. група провідних фахівців інституту, серед них був і Є. М. Аврорін, удостоєна Ленінської премії.
З початку 1960-х років Євген Миколайович працює в галузі створення ядерних зарядів для мирних застосувань. У сукупності за ці роботи в 1966 р. він був удостоєний звання Героя Соціалістичної Праці.
За внесок у розвиток і вдосконалення ядерної зброї Е. М. Аврорін нагороджений орденом Трудового Червоного Прапора (1956), орденом Леніна (1987) та орденом «За заслуги перед Вітчизною» III ступеня (1999). У 1999 р. він став лауреатом Премії ім. В. П. Макеєва.
Почесний громадянин міста Снєжинська (1997).

## Головні напрямки наукової діяльності
- фізика високих тисків,
- ядерна фізика,
- лазерна фізика

## Громадська діяльність
Член Президіума Російського Пагуоського комітету.

## Захоплення
- туризм,
- фотографування,
- садівництво.

## Сім'я
Одружений, має сина.